# Matfriede
Die Matfriede sind eine der ältesten durchgängig bezeugten europäischen Adelsfamilien. Ihr Ursprung reicht zurück bis ins 8. Jahrhundert, die Namen, die der Dynastie beigegeben wurden, wechseln jedoch im Lauf der Zeit mehrfach.

## Geschichte
Die ersten Generationen werden auch als Gerhardiner (nach dem Grafen Gerhard, dem Stammvater der Familie) oder Adalharde (nach dem Seneschall Adalhard des Kaisers Ludwig des Frommen) bezeichnet; hier handelt es sich um die Grafen von Paris und Metz, die vor allem durch ihre mehrfachen ehelichen Verbindungen zu den Karolingern auffallen.
Mitte des 11. Jahrhunderts erhielten die Matfriede als Grafen von Metz die Herzogswürde im Herzogtum Lothringen, und sie werden seitdem als Haus Châtenois bezeichnet. Seit der Heirat von Herzog Franz III. Stephan mit der Habsburgerin Maria Theresia heißen die Matfriede und das Haus Châtenois Habsburg-Lothringen.

## Struktur
Zu den Matfrieden gehören folgende Familien:
1. Matfriede
  1. Haus Châtenois
    1. Haus Lothringen
      1. Habsburg-Lothringen
      2. Haus Guise

## Stammliste
Anmerkung: Zu einer Reihe von Personen sind Weblinks vermerkt; wenn kein Link angegeben ist, gelten als Quelle die Links der Eltern.

### Matfriede von Orléans
1. Matfried I., * um 795, † 836/837, Graf von Orléans
  1. Matfried II., * 820, † nach 882, Graf im Eifelgau[1]
    1. Tochter (oder Nichte); ⚭ Adalhard II., * um 840, † 889/890, Graf von Metz bzw. Moselgau (siehe unten)

  2. Ingeltrud; ⚭ I Boso (Bosoniden); ⚭ II Wangar

### Gerhardiner/Adalharde
1. Gerhard I. Graf von Paris, † 779, 753–779 bezeugt, ⚭ Rotrud[2][3][4]
  1. Stephan, * 754; † 811, Graf von Paris, ⚭ Amaltrudis[5][6][7]
    1. Bertrada

  2. Rothild 
  3. Beggo I., * 755/760, † 28. Oktober 816, Graf von Toulouse, Graf von Paris 811–816; ⚭ I NN, ⚭ II 806 Alpais, * 794, † 23. Juli 852, Äbtissin von Saint-Pierre-le-Bas in Reims 816–852, uneheliche Tochter Ludwigs des Frommen (Karolinger)[8][9][10][11]
    1. (I) Susanne ⚭ 825/830 Wulfhard I.[12][13]
      1. Adalhard, * 830, † nach 10. Oktober 890, 877 westfränkischer Pfalzgraf, Graf von Paris[14][15]
        1. Wulfhard, * 855, † 6. September 880/893, Abt von Flavigny
        2. Adelheid, * 855/860, † 9. November 901 in Laon; ⚭ 875 Ludwig der Stammler König von Frankreich, * 846, † 10. April 879 (Karolinger)[16]

      2. Wulfhard II.
      3. Wulfgrim, vielleicht Stammvater der Grafen von Angoulême, siehe Haus Taillefer
      4. Imo (Himmo)
      5. Hildeburg

    2. (II) Leuthard, * um 806, † 3. Januar 858/859, Graf von Paris[17][18]
    3. (II) Eberhard, * um 808, † 861/871, Graf im nordburgundischen Raum[19][20]
      1. Beggo II., † 23. April nach 861, Graf von Paris,[21]

  4. Leuthard, * 760/5, † 809, Graf von Fézensac 781–809; ⚭ Grimhild[22][23]
    1. Ingeltrud, * 805; ⚭ Odo Graf von Orléans, X 834[24][25][26][27] (Geroldonen)
      1. Irmintrud (Ermentrud), * 27. September 830, † 6. Oktober 869; ⚭ 13. Dezember 842 Karl der Kahle, * 13. Juni 823, † 6. Oktober 877, König des Westfrankenreichs, Kaiser (Karolinger)[28]

    2. Gerhard II., * 800, † 878/879, Graf von Paris, Graf (dux) von Vienne, begraben in Ponthières (? in der Nähe von Lüttich); ⚭ 819 Bertha von Tours, * um 805, † nach 870, Tochter des Grafen Hugo (Etichonen) und Ava[29][30][31]
      1. Theuderich, † jung
      2. Ava

    3. Adalhard I., * 810, † 870, Graf von Metz, Seneschall Kaiser Ludwigs des Frommen, Laienabt der Reichsabtei Echternach, Reichsabtei St. Maximin in Trier, Stablo-Malmedy, Saint-Vaast in Arras und Saint-Martin de Tours[32][33]
      1. Adalhard II., * um 840/845, † 889/890, Graf von Metz bzw. Moselgau, Laienabt von Echternach; ⚭ NN Tochter oder Nichte Matfrieds II., Graf im Eifelgau[34][35] – Nachkommen siehe unten
      2. Tochter

Ohne Anschluss: Teuthildis, † 26. Oktober 862/865, 18. Äbtissin von Remiremont * 819/820, † 862/865, Verwandte des Seneschalls Adalhard

### Die Grafen von Metz
1. Adalhard II., * um 840/845, † 889/890, Graf von Metz bzw. Moselgau, Laienabt von Echternach; ⚭ NN Tochter oder Nichte Matfrieds II., Graf im Eifelgau[36][37] – Vorfahren siehe oben
  1. Gerhard Mosellensis,[38] * 870, X 22. Juni 910, Graf im Metzgau; ⚭ 900 Oda von Sachsen, * 875/80, † 2. Juli nach 952,[39] Tochter des Herzogs Otto der Erlauchte, Witwe des Königs Zwentibold (* 870/871, † 13. August 900) (Liudolfinger)[40][41]
    1. Adalhard
    2. Wigfried, * um 901, † 9. Juli 953, Abt von St. Ursula in Köln, 922 Diakon, 924–953 Erzbischof von Köln, 941 Erzkanzler, 950 Erzkaplan von König Otto I.[42]
    3. Uda, * 905, † 10. April 963[43]; ⚭ 930 Gozlin Graf im Bidgau[44], * 910, † 19. Oktober 942[45] (Wigeriche)[46]
      1. Reginar; † 18. April 963
      2. Heinrich; † 6. September 1000
      3. Gottfried der Gefangene, * 935/940, † nach 995; Graf von Verdun
      4. Adalbero; * um 935/940, † 23. Januar 989, Erzbischof von Reims 969–989

    4. Tochter; ⚭ NN aus Bayern
    5. Gottfried, * um 905, † 1. Juni nach 949[47], Pfalzgraf von Lothringen, Graf im Jülichgau 924–936/949, ⚭ Ermentrud, * 908/909, Tochter Karls des Einfältigen (Karolinger) und der Frederuna von Hamaland, Tochter von Graf Dietrich ,[48]
      1. Gottfried I., * 925/935, † Sommer 964 in Rom[49], Graf im Hennegau, Herzog von Niederlothringen 959–964[50]
      2. Gerberga, * um 925/935, † vor 24. Mai 996; ⚭ Megingoz, * um 920, † 998/999 auf Burg Geldern, Graf in Geldern und Zutphen[51][52]
        1. Gottfried, † 977
        2. Irmentrud ⚭ Heribert, * 925, † 992, Graf im Kinziggau (Konradiner)
        3. Adelheid, * 960/970, † 3. Februar 1010/1021, Äbtissin von Vilich[53]
        4. Albrada
        5. Bertrada, † Anfang 1000, Äbtissin des Klosters St. Maria zu Köln

      3. Gerhard II., * 925/935, 963 Graf von Metz, Vogt von Remiremont – vermutete Nachkommen siehe unten
      4. Gebhard, * 925/935, „Ahnherr großer Franken“
      5. Adalhard, „Ahnherr großer Franken“

  2. Matfried I., * 875, † nach 926,[54] 926 Graf im Metzgau; ⚭ Lantsind, Tochter Graf Radalds, Schwester des Bischofs Dado von Verdun (* um 850, † 923)[55][56]
    1. Adalbert I., † erschlagen 944[57], Graf von Metz[58]; ⚭ Liutgard, * 915, † 8. April 960[59], Tochter von Pfalzgraf Wigerich und Kunigunde, heiratete in zweiter Ehe um 945 Eberhard Graf von Egisheim, † 18. Februar 967[60][61][62]
    2. Matfried II.[63]
    3. Bernoin, † 939, Bischof von Verdun 925–939[64]
    4. Tochter ⚭ Graf Lantbert

  3. Richard, * 880, † 10. August 945[65], Abt von Prüm 899–923, Bischof von Lüttich 923–945[66], begraben in Saint-Pierre in Lüttich

### Die Verbindung zum Haus Châtenois
1. Gerhard II., * 925/935, 963 Graf von Metz, Vogt von Remiremont – Vorfahren siehe oben – oder
2. Matfried, 960 bezeugt[67] – Vorfahren siehe oben
  1. Richard, * um 950, † 986, Graf von Metz 965–986, Vogt von Remiremont, Neffe von Wigfried, Bischof von Verdun († 950)[68]
    1. Gerhard,[69] * 965, † 28. Dezember 1024/1025, Graf von Metz ⚭ 1000 Eva von Luxemburg, * 975, 19. April 1040, Tochter von Graf Siegfried I. und Hadwig von Lothringen, Schwester der Kaiserin Kunigunde[70][71]
      1. Siegfried, † 1017[72]
      2. Berscinda,[73] † 14. Mai vor 1002, Äbtissin von Remiremont

    2. Adalbert II., † 31. Januar/30. Juni 1033, Graf im Saargau, Graf von Metz 1024/25–1033, stiftet das Kloster Bouzonville (Busendorf); ⚭ vor 979, Judith/Jutta „von Öhningen“, 980/1032 bezeugt, † 27. Juli 1033/38, Tochter des Herzogs Konrad I. von Schwaben, Witwe von NN, wohl von Rheinfelden, begraben in Bouzonville (Konradiner)[74][75]
      1. Gerhard II., † 1044/45[76], Graf 1033, Graf von Metz, Vogt des Klosters Remiremont; ⚭ Gisela von Oberlothringen, Tochter des Dietrich I. von Bar Herzog von Oberlothringen[77][78] – Nachkommen siehe Haus Châtenois
      2. Ita von Lothringen (* 23. Juli um 995; † nach 1035) ⚭ Radbot von der Habsburg (um 985–?1045), Graf im Klettgau

    3. Adelheid von Metz, * um 970, † 19. Mai (oder 7. September) 1046 in Kloster Öhringen; ⚭ I um 985 Heinrich „von Worms“, * um 970, † 28. März nach 28. September 998/vor 1000, Graf von Worms; ⚭ II Hermann Graf im Brettachgau[79]
      1. (I) Judith, † 998
      2. (I) Konrad II. (HRR), * 12. Juli 990, † 4. Juni 1039
      3. (II) Gerhard III. (Gebhard III.) von Hohenlohe, * um 1002, † 2. Dezember 1060, Bischof von Regensburg 1036–1060

  2. Gerhard, Graf